# Rouffiac (Charente)
Rouffiac és un municipi francès situat al departament del Charente i a la regió de la Nova Aquitània. L'any 2007 tenia 114 habitants.

## Demografia

### Població
El 2007 la població de fet de Rouffiac era de 114 persones. Hi havia 48 famílies de les quals 16 eren unipersonals (16 homes vivint sols), 12 parelles sense fills, 16 parelles amb fills i 4 famílies monoparentals amb fills.
La població ha evolucionat segons el següent gràfic:
Habitants censats

### Habitatges
El 2007 hi havia 68 habitatges, 54 eren l'habitatge principal de la família, 10 eren segones residències i 3 estaven desocupats. Tots els 68 habitatges eren cases. Dels 54 habitatges principals, 41 estaven ocupats pels seus propietaris, 11 estaven llogats i ocupats pels llogaters i 2 estaven cedits a títol gratuït; 2 tenien dues cambres, 3 en tenien tres, 12 en tenien quatre i 37 en tenien cinc o més. 36 habitatges disposaven pel capbaix d'una plaça de pàrquing. A 28 habitatges hi havia un automòbil i a 21 n'hi havia dos o més.

### Piràmide de població
La piràmide de població per edats i sexe el 2009 era:
| Homes | Edats   | Dones |
| ----- | ------- | ----- |
| 0     | 95 o +  | 0     |
| 0     | 90 a 94 | 0     |
| 4     | 85 a 89 | 0     |
| 4     | 80 a 84 | 4     |
| 4     | 75 a 79 | 8     |
| 0     | 70 a 74 | 4     |
| 4     | 65 a 69 | 4     |
| 0     | 60 a 64 | 8     |
| 4     | 55 a 59 | 4     |
| 0     | 50 a 54 | 8     |
| 4     | 45 a 49 | 4     |
| 4     | 40 a 44 | 0     |
| 0     | 35 a 39 | 4     |
| 0     | 30 a 34 | 0     |
| 8     | 25 a 29 | 4     |
| 0     | 20 a 24 | 0     |
| 4     | 15 a 19 | 0     |
| 4     | 10 a 14 | 0     |
| 8     | 5 a 9   | 0     |
| 0     | 0 a 4   | 8     |

## Economia
El 2007 la població en edat de treballar era de 58 persones, 41 eren actives i 17 eren inactives. De les 41 persones actives 39 estaven ocupades (21 homes i 18 dones) i 2 estaven aturades (2 homes). De les 17 persones inactives 8 estaven jubilades, 3 estaven estudiant i 6 estaven classificades com a «altres inactius».

### Ingressos
El 2009 a Rouffiac hi havia 52 unitats fiscals que integraven 111 persones, la mediana anual d'ingressos fiscals per persona era de 14.922 €.

### Activitats econòmiques
Dels 4 establiments que hi havia el 2007, 1 era d'una empresa de fabricació d'altres productes industrials, 2 d'empreses de construcció i 1 d'una empresa de serveis.
Dels 2 establiments de servei als particulars que hi havia el 2009, 1 era un guixaire pintor i 1 fusteria.
L'any 2000 a Rouffiac hi havia 11 explotacions agrícoles que ocupaven un total de 824 hectàrees.

## Poblacions més properes
El següent diagrama mostra les poblacions més properes.